# Bogumił Płonka
Bogumił Jerzy Płonka (ur. 19 sierpnia 1930, zm. 17 października 2015 we Wrocławiu) – polski stomatolog, profesor nauk medycznych, protetyk, pracownik naukowy Uniwersytetu Medycznego we Wrocławiu

## Życiorys
W 1963 obronił pracę doktorską (promotor: prof. Noemi Wigdorowicz-Makowerowa). Habilitował się w 1970 roku na podstawie pracy pt. Leczenie protetyczne pacjentów z bezzębiem (metoda wrocławska). W 1992 roku uzyskał tytuł profesora nadzwyczajnego, a w 1997 – profesora zwyczajnego. Przez wiele lat kierował Zakładem Materiałoznawstwa Katedry Protetyki Stomatologicznej Wydziału Lekarskiego Akademii Medycznej we Wrocławiu, a następnie, do przejścia na emeryturę – Katedrą i Zakładem Protetyki Stomatologicznej. W latach 1972–1981 był prodziekanem Wydziału Lekarskiego.
Specjalizował się w metodach leczenia bezzębia, nowoczesnych metodach leczenia protetycznego, racjonalizacji i optymalizacji technologii oraz materiałoznawstwie protetycznym. Był członkiem, a w latach 1973–1980 przewodniczącym Sekcji Protetyki Polskiego Towarzystwa Stomatologicznego. Utrzymywał bliską współpracę z Towarzystwem Protetyki Stomatologicznej NRD, czego owocem były wspólne posiedzenia Towarzystw oraz wyjazdy pracowników na staże naukowe. Był promotorem w 14 przewodach doktorskich.
Odznaczony m.in. Krzyżem Oficerskim Orderu Odrodzenia Polski, Krzyżem Kawalerskim Orderu Odrodzenia Polski, Złotym Krzyżem Zasługi, Medalem Komisji Edukacji Narodowej oraz Złotą Odznaką Uczelni.

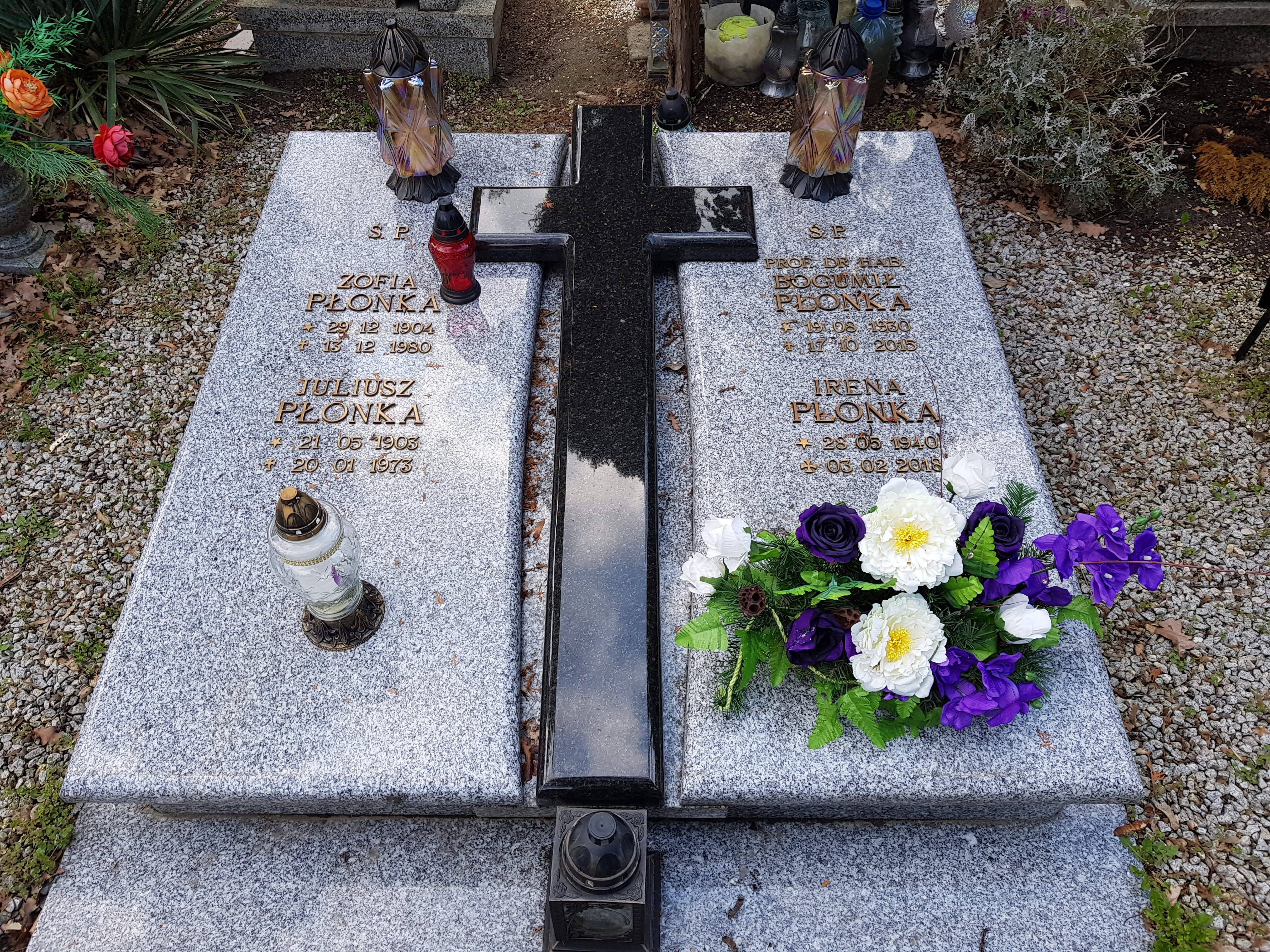
Miejsce spoczynku profesora Bogumiła Płonki na Cmentarzu Grabiszyńskim we Wrocławiu

Pochowany w grobie rodzinnym na Cmentarzu Grabiszyńskim we Wrocławiu.